# Campingudstilling
|  | Denne artikel er oprettet af botten Steenthbot ud fra en ekstern database. Den kan derfor have sproglige fejl eller mangler. Denne skabelon kan fjernes efter kontrol af indholdet. |

Campingudstilling er en dansk dokumentarisk optagelse fra 1956.

## Handling
Campingudstilling ved Bellahøj maj 1956, hvor interesserede kan se tidens nye modeller indenfor telte, campingvogne og autocampere.